# جادی
جادی (لهستانی: Dziady و بلاروسی: Дзяды) به معنی پدران یا نیکان که گاهی به شب نیاکان هم تعبیر می‌شود، مجموعه‌ای از آداب و رسوم مربوط به دوران پاگان است که که پس از مسیحی شدن اسلاوها و بالت‌ها با ایمان به انجیل آمیخته شد. آیین جادی الهام‌بخش آدام میتسکیه‌ویچ برای خلق درام شاعرانه‌ای با عنوان جادی بوده‌است.

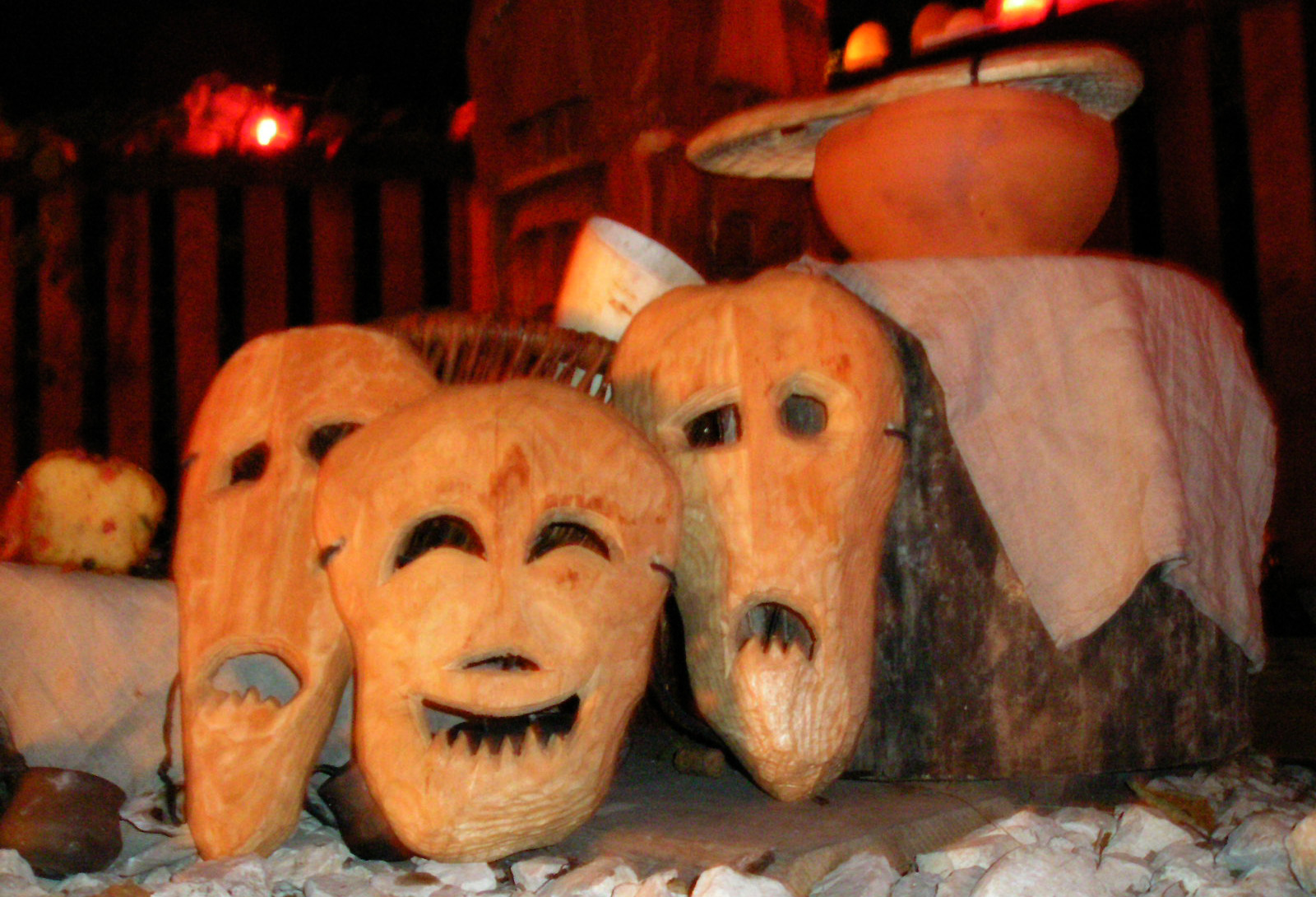
غذا برای ارواح مردگان و ماسک کرابوشکی نماد آنها در کلیسایی در مازُویا

## آیین‌ها
جوهر جادی، برقراری ارتباط زندگان با مردگان یا ارواح نیاکان، با این اعتقاد مرتبط بود که در طول تغییرات فصلی، به‌ویژه پاییز در آخر اکتبر و اول نوامبر، ارواح مردگان به دنیای زندگان بازمی‌گشتند. این مراسم آیینی بر سر گور کسانیکه مدت‌ها است رفته‌اند، احترام به آنها تلقی می‌شد و شامل گذاشتن غذا، اغلب نان و عسل، بر روی قبرهایشان به عنوان هدیه برای روحشان بود. روز همه قدیسین به‌عنوان معادلی صرفاً مسیحی هم تا اوایل قرن بیستم عناصری از جادی را در برخی مناطق لهستان دربرداشت.
بخش مهمی از جادی ماسک کرابوشکی است که از گل یا چوب ساخته می‌شد و آن را در طول مراسم برای نمایش شخص متوفی و هدایتش به جهان دیگر می‌پوشیدند. آیین جادی از این بابت به هالووین و سمبل آن کدو تنبل شباهت دارد.

## یادداشت
1. ↑  Stanisław Bagieński
2. ↑  kraboszki